# 局門路
局门路是中華人民共和國上海市黃浦區一條東西-南北走向道路，西起盧浦大橋橋面下，北至龍華東路。全长1342米，宽11.2米至16.5米。道路始建於中華民国3年（1914年），因江南机器制造局北门位於道路南段，所以道路得名為局門路。